# Plaaz
Plaaz település Németországban, Mecklenburg-Elő-Pomeránia tartományban. Lakosainak száma 743 fő (2023. december 31.).

## Népesség
A település népességének változása:
| Lakosok száma | 752  | 767  | 742  | 754  | 743  |
|               | 2017 | 2019 | 2021 | 2022 | 2023 |